# ISU Grand Prix w łyżwiarstwie figurowym 2021/2022
ISU Grand Prix w łyżwiarstwie figurowym 2021/2022 – 27. edycja zawodów w łyżwiarstwie figurowym. Zawodnicy podczas sezonu wystąpili w sześciu z siedmiu zaplanowanych zawodach cyklu rozgrywek. Rywalizacja rozpoczęła się 22 października w Las Vegas, a miała zakończyć się finałem cyklu w Osace, który ostatecznie się nie odbył.
16 sierpnia 2021 roku ze względu na ograniczenia w lotnictwie międzynarodowym do Chin oraz działania prewencyjne mające ograniczyć rozprzestrzenianie się wirusa SARS-CoV-2 w tym kraju, podjęto decyzję o odwołaniu zawodów Cup of China 2021. Ze względu na chęć zachowania siedmiu zawodów cyklu Międzynarodowa Unia Łyżwiarska wystosowała do swoich członków prośbę o zgłaszanie się tych federacji, które byłyby zainteresowane organizacją zawodów z zachowaniem ich oryginalnego terminu tj. od 5 do 7 listopada 2021. 27 sierpnia 2021 roku ogłoszono, że zawody zostaną rozegrane we włoskim Turynie. Swoją gotowość do rozegrania odwołanych zawodów w sumie zgłosiły trzy federacje Włoska, Węgierska oraz Stanów Zjednoczonych.  

## Kalendarium zawodów
| Lp. | Data                    | Miejsce   | Zawody                      | Źr. |
| --- | ----------------------- | --------- | --------------------------- | --- |
| 1   | 22–24 października 2021 | Las Vegas | Skate America               |     |
| 2   | 29–31 października 2021 | Vancouver | Skate Canada International  |     |
| 3   | 5–7 listopada 2021      | Turyn     | Gran Premio d'Italia        |     |
| 4   | 12–14 listopada 2021    | Tokio     | NHK Trophy                  |     |
| 5   | 19–21 listopada 2021    | Grenoble  | Internationaux de France    |     |
| 6   | 26–28 listopada 2021    | Soczi     | Rostelecom Cup              |     |
| 7   | 9–12 grudnia 2021       | Osaka     | Finał Grand Prix (odwołano) |     |

### Odwołane zawody
| Data               | Miejsce   | Zawody       | Źr.   |
| ------------------ | --------- | ------------ | ----- |
| 5–7 listopada 2021 | Chongqing | Cup of China | [ 3 ] |

## Medaliści

### Soliści
| Zawody                     | 1. miejsce                                 | 2. miejsce                                 | 3. miejsce                                 | Źr.    |
| -------------------------- | ------------------------------------------ | ------------------------------------------ | ------------------------------------------ | ------ |
| Skate America              | Vincent Zhou                               | Shōma Uno                                  | Nathan Chen                                | [ 5 ]  |
| Skate Canada International | Nathan Chen                                | Jason Brown                                | Jewgienij Siemienienko                     | [ 6 ]  |
| Gran Premio d’Italia       | Yuma Kagiyama                              | Michaił Kolada                             | Daniel Grassl                              | [ 7 ]  |
| NHK Trophy                 | Shōma Uno                                  | Vincent Zhou                               | Cha Jun-hwan                               | [ 8 ]  |
| Internationaux de France   | Yuma Kagiyama                              | Shun Satō                                  | Jason Brown                                | [ 9 ]  |
| Rostelecom Cup             | Moris Kwitiełaszwili                       | Michaił Kolada                             | Kazuki Tomono                              | [ 10 ] |
| Finał Grand Prix           | Zawody odwołano z powodu pandemii COVID-19 | Zawody odwołano z powodu pandemii COVID-19 | Zawody odwołano z powodu pandemii COVID-19 |        |

### Solistki
| Zawody                     | 1. miejsce                                 | 2. miejsce                                 | 3. miejsce                                 | Źr.    |
| -------------------------- | ------------------------------------------ | ------------------------------------------ | ------------------------------------------ | ------ |
| Skate America              | Aleksandra Trusowa                         | Darja Usaczowa                             | You Young                                  | [ 11 ] |
| Skate Canada International | Kamiła Walijewa                            | Jelizawieta Tuktamyszewa                   | Alona Kostornoj                            | [ 12 ] |
| Gran Premio d’Italia       | Anna Szczerbakowa                          | Majia Chromych                             | Loena Hendrickx                            | [ 13 ] |
| NHK Trophy                 | Kaori Sakamoto                             | Mana Kawabe                                | You Young                                  | [ 14 ] |
| Internationaux de France   | Anna Szczerbakowa                          | Alona Kostornoj                            | Wakaba Higuchi                             | [ 15 ] |
| Rostelecom Cup             | Kamiła Walijewa                            | Jelizawieta Tuktamyszewa                   | Majia Chromych                             | [ 16 ] |
| Finał Grand Prix           | Zawody odwołano z powodu pandemii COVID-19 | Zawody odwołano z powodu pandemii COVID-19 | Zawody odwołano z powodu pandemii COVID-19 |        |

### Pary sportowe
| Zawody                     | 1. miejsce                                 | 2. miejsce                                 | 3. miejsce                                 | Źr.    |
| -------------------------- | ------------------------------------------ | ------------------------------------------ | ------------------------------------------ | ------ |
| Skate America              | Jewgienija Tarasowa / Władimir Morozow     | Riku Miura / Ryuichi Kihara                | Aleksandra Bojkowa / Dmitrij Kozłowskij    | [ 17 ] |
| Skate Canada International | Sui Wenjing / Han Cong                     | Darja Pawluczenko / Dienis Chodykin        | Ashley Cain-Gribble / Timothy LeDuc        | [ 18 ] |
| Gran Premio d’Italia       | Sui Wenjing / Han Cong                     | Peng Cheng / Jin Yang                      | Julija Artiemjewa / Michaił Nazaryczew     | [ 19 ] |
| NHK Trophy                 | Anastasija Miszyna / Aleksandr Gallamow    | Jewgienija Tarasowa / Władimir Morozow     | Riku Miura / Ryuichi Kihara                | [ 20 ] |
| Internationaux de France   | Aleksandra Bojkowa / Dmitrij Kozłowskij    | Julija Artiemjewa / Michaił Nazaryczew     | Alexa Knierim / Brandon Frazier            | [ 21 ] |
| Rostelecom Cup             | Anastasija Miszyna / Aleksandr Gallamow    | Darja Pawluczenko / Dienis Chodykin        | Jasmina Kadyrowa / Iwan Balczenko          | [ 22 ] |
| Finał Grand Prix           | Zawody odwołano z powodu pandemii COVID-19 | Zawody odwołano z powodu pandemii COVID-19 | Zawody odwołano z powodu pandemii COVID-19 |        |

### Pary taneczne
| Zawody                     | 1. miejsce                                 | 2. miejsce                                 | 3. miejsce                                   | Źr.    |
| -------------------------- | ------------------------------------------ | ------------------------------------------ | -------------------------------------------- | ------ |
| Skate America              | Madison Hubbell / Zachary Donohue          | Madison Chock / Evan Bates                 | Laurence Fournier Beaudry / Nikolaj Sørensen | [ 23 ] |
| Skate Canada International | Piper Gilles / Paul Poirier                | Charlène Guignard / Marco Fabbri           | Olivia Smart / Adrián Díaz                   | [ 24 ] |
| Gran Premio d’Italia       | Gabriella Papadakis / Guillaume Cizeron    | Madison Hubbell / Zachary Donohue          | Aleksandra Stiepanowa / Iwan Bukin           | [ 25 ] |
| NHK Trophy                 | Wiktorija Sinicyna / Nikita Kacałapow      | Madison Chock / Evan Bates                 | Lilah Fear / Lewis Gibson                    | [ 26 ] |
| Internationaux de France   | Gabriella Papadakis / Guillaume Cizeron    | Piper Gilles / Paul Poirier                | Aleksandra Stiepanowa / Iwan Bukin           | [ 27 ] |
| Rostelecom Cup             | Wiktorija Sinicyna / Nikita Kacałapow      | Charlène Guignard / Marco Fabbri           | Laurence Fournier Beaudry / Nikolaj Sørensen | [ 28 ] |
| Finał Grand Prix           | Zawody odwołano z powodu pandemii COVID-19 | Zawody odwołano z powodu pandemii COVID-19 | Zawody odwołano z powodu pandemii COVID-19   |        |